# Jari Verstraeten
Jari Verstraeten (né le 8 février 1989 à Duffel) est un coureur cycliste belge, membre de l'équipe Bataia Brigade.

## Biographie
En juillet 2015, Jari Verstraeten est engagé par l'équipe continentale belge Verandas Willems. L'année suivante, il se classe notamment dix-neuvième du Grand Prix Jef Scherens. Il n'est pas conservé par sa formation lorsque celle-ci devient une équipe continentale professionnelle. 
Jari Verstraeten est alors recruté par le club VDM Van Durme-Michiels-Trawobo en 2017. Il se distingue dans la discipline du contre-la-montre en terminant deuxième du championnat de Flandre-Orientale et quatrième du championnat de Belgique pour élites sans contrat. Au mois d'octobre, il remporte une étape du Tour du Faso, qu'il dispute avec une délégation régionale de Flandre.
En 2018, il rejoint le club Shifting Gears, qu'il avait quitté trois auparavant. En début d'année, il s'impose sur le Mémorial Van Den Broecke, course régionale disputée à Wetteren, où il dédie sa victoire à son défunt père,. Au printemps, il est sacré champion de Flandre-Orientale du contre-la-montre à Ursel. Dix jours après ce titre, il s'impose sur la cinquième étape du Tour du Togo.

## Palmarès et résultats

### Palmarès par année
- 2017
  - 6e étape du Tour du Faso
  - 2e du championnat de Flandre-Orientale du contre-la-montre
- 2018
  - Champion de Flandre-Orientale du contre-la-montre
  - 5e étape du Tour du Togo
- 2019
  - 1re étape du Tour de Madagascar
  - 3e du championnat de Flandre-Orientale du contre-la-montre
- 2022
  - 2e du championnat de Belgique du contre-la-montre des élites sans contrat
- 2023
  -  Champion de Belgique des élites sans contrat
  - Champion de Flandre-Orientale du contre-la-montre
  - 3e étape de l'Aziz Shusha
  - 3e du championnat de Belgique du contre-la-montre des élites sans contrat
- 2024
  - 2e du championnat de Flandre-Orientale du contre-la-montre

### Classements mondiaux
| Année                                 | 2016  | 2017 | 2018  | 2019 | 2020 | 2021 | 2022 | 2023  |
| ------------------------------------- | ----- | ---- | ----- | ---- | ---- | ---- | ---- | ----- |
| Classement mondial                    | 2522e | nc   | 2355e | nc   | nc   | nc   | nc   | 2369e |
| UCI Europe Tour                       | 1679e | nc   | nc    | nc   | nc   | nc   | nc   | nc    |
| UCI Africa Tour                       | nc    | nc   | 169e  |      |      |      |      |       |
|                                       |       |      |       |      |      |      |      |       |
| Légende : nc = non classéSource : UCI |       |      |       |      |      |      |      |       |